# Ondernemingsethiek
Ondernemingsethiek is dat deel van de ethiek dat zich bezighoudt met ethische vraagstellingen met betrekking tot organisaties.

## Algemeen
De economie is in belangrijke mate gebaseerd op ondernemingen en non-profitorganisaties, waarin producten en diensten tot stand komen die men consumeert, als wel waarin men het inkomen kan verdienen om deze producten en diensten te consumeren. Deze ondernemingen zijn lange tijd als amoreel opgevat: op de markt gelden geen morele normen. Toch spelen deze ondernemingen een belangrijke rol in de samenleving en wordt de amorele kijk steeds minder belangrijk.
Het toepassen van algemene ethische theorieën stelt dat er morele verplichtingen bij de ondernemingen berusten. Hierbij moet wel rekening gehouden worden met de aard van de bedrijven. Ondernemingen kunnen namelijk niet functioneren als natuurlijke personen. Mensen verwachten van ondernemingen dat deze de samenleving voorzien van efficiënt geproduceerde goederen en diensten. Deze ondernemingen moeten inkomen verschaffen aan de eigenaren van de productiefactoren en betalen een vergoeding aan de samenleving voor het gebruik van de infrastructuur. Het ruimst denkbare winstbegrip wordt verdeeld over arbeid, kapitaal en samenleving. De onderneming steunt beperkte maatschappelijke doeleinden en kent beperkte morele verplichtingen.

## Bedrijfsethiek
Bedrijfsethiek is een praktijkvak dat een theorie biedt over hoe ondernemingen moeten functioneren en welke morele normen mensen in een onderneming hanteren en in acht nemen. De problemen binnen de onderneming waar managers voor gesteld worden zijn nooit puur morele problemen. Managers beroepen zich vaak op technische, sociale en psychologische feiten als een manier om morele argumentatie te ontlopen. 
De ondernemer is niet persoonlijk verantwoordelijk voor wat zijn onderneming doet. Een organisatie van enige omvang steunt op teamwork, en de functie van een betrokkene kan eisen aan hem stellen die niet stroken met het geweten van de betrokkene. Er bestaat een verschil tussen de morele verplichting als natuurlijke persoon en de morele verplichting als functionaris van een onderneming. De onderneming zal aan natuurlijke personen ruimte moeten geven, zoals de vrijheid van geloofsovertuiging. De onderneming die dit inperkt, zal zich moeten verantwoorden. 
Als een werknemer door de onderneming wordt gedwongen iets te doen wat hem tegen de borst stuit, dan is het zijn morele plicht de ondernemer terug te fluiten (whistleblowing). In sommige gevallen kan deze kritiek extern geuit worden, en in nog extremere gevallen is het gerechtvaardigd dit anoniem te doen. 
Managers verwijzen vaak naar de wetgeving en overheidscontrole als toetssteen voor wat moreel juist is en wat niet: een handeling is echter niet moreel juist te noemen omdat ze legaal is. Recht en rechtvaardigheid gaan niet altijd hand in hand. Het juridisch recht past zich vaak pas achteraf aan aan het maatschappelijk normbesef. Het rechtssysteem is geen criterium voor ethisch handelen, wel kan het door een gefundeerde ethische theorie aangevuld worden (zie ook rechtsfilosofie).
De strategische kant van het bedrijfsvraagstuk toont een zekere samenhang met het morele vraagstuk. Een onderneming die op een moreel verantwoorde wijze met de rechten van anderen omspringt en zich niet laat verleiden door kortetermijnopportunisme, zal in staat zijn mogelijke bedreigingen beter te beheersen en kansen beter te benutten. Vaak stelt men dat een manager die niet ethisch handelt, onverstandig en kortzichtig is; hierin wordt het ethische vraagstuk echter genegeerd.

## In de praktijk
In de praktijk is vaak niet duidelijk waar de grens tussen strategie en moreel verantwoord gedrag ligt. Op theoretisch vlak zal de vraag of de keuze voor een bepaalde strategie moreel verantwoord is en waarom een bepaalde beslissing moreel verantwoord is voor spanning zorgen.
De volgende vier criteria rechtvaardigen een aparte behandeling van de ondernemingscontext:
- Ondernemingen dragen zorg voor goederen en diensten die de samenleving kan afnemen en die zo welvaart veroorzaken.
- Ondernemingen verschaffen inkomens.
- Ondernemingen opereren op diverse markten onder druk van de concurrentie.
- Ondernemingen zijn een organisatie: vele mensen werken samen en geven de onderneming gestalte.

Specialisatie en arbeidsdeling verhogen het welvaartspeil. Door de toepassing van bijzondere kwaliteiten kunnen producten en diensten verbeterd worden, wat verhoging van de welvaart tot gevolg heeft. Arbeidsdeling heeft consumptie en productie gescheiden. Dit leidt tot twee verdelingsproblemen: welke producten moeten geproduceerd worden met de weinige productiemiddelen, en wie delen in de opbrengsten? Beide problemen spelen zowel op nationaal als internationaal niveau (de Noord-Zuid-discussie). De oplossing voor de verdelingsproblematiek heeft men gezocht in het abstracte begrip markt. Dit is de plaats waar de ruiltransacties plaatsvinden. In principe is alles wat als intermediair fungeert tussen aanbieders en vragers een markt. De ruil wordt zo efficiënt mogelijk gemaakt door geld te gebruiken. De eigenaren van de productiefactoren beslissen op welke markt zij beter uit zijn, en de prijsvorming stuurt de onderneming in de meest wenselijke aanwending. De prijs ontstaat door onderhandelingen tussen vragers en aanbieders. Hierdoor vindt indirect verdeling van de opbrengsten plaats, wat de oplossing is voor het tweede verdelingsprobleem. Ondernemingen krijgen te maken met concurrentie. Om te overleven op de markt moet winst gemaakt worden. De winst wordt aangewend om vervangingsinvesteringen te doen, maar ook om claims te kunnen opvangen. Een onderneming is een instrument ter realisering van genoemde maatschappelijke taken. Een onderneming vertegenwoordigt geen waarde in zichzelf. Een onderneming moet goed kunnen functioneren, en dat houdt in dat vraag en aanbod goed op elkaar afgestemd zijn. Een onderneming is een organisatie van mensen: de morele verantwoordelijkheid wordt over diverse individuen gedistribueerd. De betrokken individuen hebben min of meer afgebakende rollen binnen de onderneming, die zich onderscheidt van hun overige rollen in het maatschappelijk leven.

## Maatschappelijke taak van de onderneming
Een beperkte maatschappelijke taak van de onderneming is het produceren van goederen en diensten en het verschaffen van inkomen. Een onderneming is niet in het leven geroepen om andere dan de genoemde maatschappelijke doelen te realiseren. Soms is het gerechtvaardigd dat de onderneming een flinke veer moet laten of soms wordt opgeheven om grotere maatschappelijke belangen te realiseren. Van een onderneming kan niet geëist worden dat zij haar eigen voortbestaan op het spel zet, maar een maatschappij kan wel haar idealen aan de onderneming opleggen en de onderneming hieraan ondergeschikt maken. Er moeten wel grenzen aan de samenleving gesteld worden: voor ingrijpende maatregelen moet een breed maatschappelijk draagvlak vereist zijn. De onderneming gaat allerlei verplichtingen aan, contracten om aan haar maatschappelijke verplichtingen te voldoen. De eerste morele eis aan de onderneming is de gerechtvaardigde claims die uit deze afspraken voortvloeien na te komen. De contractpartner moet als volwaardige partij kunnen participeren in het contract. Het contractmodel steunt op een deontologische redeneertrant. Door de ander als contractant te zien, wordt een sfeer van gelijkwaardigheid opgewekt. Critici stellen dat dit niet aansluit bij de realiteit, men vraagt zich af of het contractmodel ook maar bij benadering realiseerbaar is. De onderneming, als vergaarbak van kennis, moet deze kennis toepassen om menselijk leed te voorkomen. De vraag is waar de grens ligt van de zorg door de onderneming. De invulling van verantwoordelijkheid kan makkelijk leiden tot paternalisme.

### Het zorgmodel
Het zorgmodel steunt op een zowel deontologische als utilistische gedachtegang: het respect voor de ander eist dat de onderneming niet zijn kennisvoorsprong of machtspositie uitbuit ten koste van die fundamentele belangen van de ander. De onderneming ontleent haar bestaansrecht aan haar maatschappelijke taken: het produceren van goederen en diensten en het verstrekken van inkomen. Een onderneming heeft geen vervreemdbare rechten. De rechten van de onderneming zijn afgeleid uit haar instrumentele karakter en ontstaan voorts uit de 'contracten' die de onderneming met de verschillende belanghebbenden aangaat, en de plicht tot 'redelijke zorg' t.o.v. die belanghebbenden.

### Het amoreel model
Als men spreekt over de morele eisen die aan managers gesteld moeten worden, hebben we het niet over de manager als goed of slecht persoon. Wat voegt de bedrijfscontext toe aan de individuele sfeer? De locatie van morele verantwoordelijkheid kan in drie modellen worden ondergebracht. Het eerste is het amorele model, een standpunt gehuldigd door orthodox economen die winstmaximalisatie als hoofddoel hebben. Managers die morele idealen koesteren doen dit ten koste van anderen. Ook linkse economen redeneren volgens het amorele model: de markt is zo georganiseerd dat je van ondernemingen geen verantwoordelijkheid mag verwachten. Ondernemingen moeten daarom door de overheid sterk gecontroleerd worden. In het tweede model, het associatiemodel, wordt eveneens ontkend dat de onderneming een zelfstandig moreel subject kan zijn. Voor sommigen zijn de verantwoordelijken de directie, voor anderen de werknemers. De ondernemingscontext brengt andere verantwoordelijkheden met zich mee, maar niet verder reikend dan de verantwoordelijkheid van individuen. Het verschil met het amorele model is dat het associatiemodel de morele verantwoordelijkheid in beginsel wel erkent.

### Het autonomiemodel
Het autonomiemodel tot slot gaat ervan uit dat ondernemingen zelfstandige morele subjecten zijn. Als er iets misgaat, is men geneigd om zondebokken te zoeken, en de onderneming leent zich prima voor die taak. Het autonomiemodel wijst op de rol van de organisatie zelf. De onderneming kent een morele verantwoordelijkheid, die door het associatiemodel ontkend wordt. De verantwoordelijkheid bij de onderneming kent dus een organisatiecomponent.